# Mark Schmetz
Mark Schmetz (* 3. Januar 1977 in Geleen, Niederlande) ist ein ehemaliger niederländischer Handballspieler und jetziger Handballtrainer.

## Spielerkarriere
Schmetz, wurde meisten als Rechtsaußen eingesetzt. Er gilt als der erfolgreichste niederländische Handballer.
Mark Schmetz begann in seiner Heimatstadt beim Erstliga-Club Hirschmann/V&L mit dem Handballspiel. Bei V&L debütierte er auch in der ersten niederländischen Liga und gewann einmal den niederländischen Pokal, ehe er 1998 zur TSG Herdecke nach Deutschland in die 2. Handball-Bundesliga wechselte. 2000 schloss er sich dem Erstligisten SG Wallau/Massenheim an; während seiner Zeit bei den Hessen wurde er 2001 zum niederländischen Handballer des Jahres gewählt.
2002 ging Schmetz zum Spitzenclub TUSEM Essen. Hier gewann er 2005 den EHF-Pokal; damit ist Schmetz der erste niederländische Handball-Europapokalsieger überhaupt. Im selben Jahr aber erfolgte der sportliche Tiefschlag seines Vereins: Essen erhielt keine Bundesliga-Lizenz für die Saison 2005/06 und musste in die Regionalliga zwangsabsteigen. Dabei war Schmetz einer von nur drei Spielern, die den Weg in die Regionalliga mitantraten. Essen stieg 2006 sofort wieder in die 2. Liga und 2007 weiter in die 1. Handball-Bundesliga auf. 2008 verließ Schmetz die Essener in Richtung Lemgo. Mit dem TBV gewann er 2010 zum zweiten Mal den EHF-Pokal. Anschließend wechselte Schmetz zum Bundesligaaufsteiger HSG Ahlen-Hamm; die Spielgemeinschaft wurde nach dem Abstieg wieder aufgelöst.
Am Ende der Saison 2011/12 beendete Schmetz seine aktive Handballkarriere vorläufig, kehrte im Februar 2016 jedoch für seinen langjährigen Club TUSEM Essen zurück und half diesem in der 2. Handball-Bundesliga aus.

## Trainerkarriere
Schmetz war ab 2012 als Cheftrainer bei dem niederländischen Erstligisten HV KRAS/Volendam tätig. Unter seiner Leitung gewann Volendam 2013 die niederländische Meisterschaft und den Pokal. Im Sommer 2016 wechselte er zum Ligakonkurrenten Limburg Lions. Die Lions errangen unter seiner Leitung 2017 die niederländische Meisterschaft. Im Frühjahr 2019 beendete er seine Tätigkeit bei den Limburg Lions. Zur Saison 2020/21 übernahm er den deutschen Verein SG Schalksmühle-Halver. Zwei Jahre später wechselte er zur HSG Krefeld. Unter seiner Leitung stieg Krefeld im Jahr 2025 in die 2. Bundesliga auf.